# Butterfische
Butterfische (Pholidae) sind eine 15 Arten umfassende Familie aalartig langgestreckter Meeresfische aus der Gruppe der Barschverwandten (Percomorphaceae). Sie leben auf dem Meeresboden, oft sehr versteckt unter Steinen in den Küstengewässern des nördlichen Pazifik und des nördlichen Atlantik. In Europa findet man den Atlantischen Butterfisch (Pholis gunnellus) an den Küsten von Nord- und Ostsee, um Island und bei Norwegen bis südlich zur Biskaya.

## Merkmale
Der Körper der Butterfische ist seitlich abgeflacht und wird 8 bis 46 Zentimeter lang. Ihre sich fast über den gesamten Körper erstreckende Rückenflosse wird von 75 bis 100 steifen Flossenstrahlen gestützt. Die Afterflosse ist nur halb so lang und besitzt ein bis drei Flossenstacheln und 32 bis 53 Weichstrahlen. Beide Flossen reichen bis zur abgerundeten Schwanzflosse bzw. sind mit ihr zusammengewachsen. Durch die im Vergleich zur Körperlänge kürzeren Afterflosse lassen sich die Butterfische gut von den im selben Lebensraum vorkommenden Stachelrücken (Stichaeidae) unterscheiden. Im Unterschied zu diesen besitzen die Butterfische auch keine fleischigen Auswüchse oder Anhängsel am Kopf oder auf dem Körper. Sie besitzen ein Paar Nasenlöcher. Die Augen liegen nah der Kopfoberseite. Das Maul ist klein und steht steil, die Zähne sind klein und konisch. Die Kiemenhäute sind unter der Kehle breit zusammengewachsen. Die Anzahl der Branchiostegalstrahlen liegt bei fünf oder sechs. Pylorusschläuche fehlen. Der Körper ist schleimig und mit kleinen, unscheinbaren Cycloidschuppen bedeckt. Der Abstand von der Maulspitze bis zum Beginn der Afterflosse ist bei den Butterfischen für gewöhnlich größer als der Abstand vom Beginn der Afterflosse bis zum Beginn der Schwanzflosse. Die Brustflossen sind klein oder rudimentär. Sie haben 7 bis 17 Flossenstrahlen. Bauchflossen sind winzig mit einem Flossenstachel und einem Weichstrahl. Bei Apodichthys und einigen Individuen von Pholis fasciata fehlen sie, zusammen mit dem Beckengürtel. Die Anzahl der Wirbel liegt bei 80 bis 107, die Wirbelkörper sind unsymmetrisch. Rippen fehlen. Die Seitenlinie ist kurz oder fehlt. Für die einzelnen Schädelknochen sind eine konstante Anzahl von Seitenlinienporen charakteristisch: zwei nasale, zwei occipitale, eine interorbitale, sechs postorbitale, sechs suborbitale, fünf präoperculare und vier mandibulare. Die bräunliche, gelbliche, rötliche oder grüne Farbe der Butterfische, oft mit Flecken oder Bändern gemustert, dient der Tarnung in ihrem jeweiligen Lebensraum.

## Lebensweise
Butterfische leben als Einzelgänger auf felsigen Untergründen, in der Gezeitenzone, bei Ebbe in Gezeitentümpeln, im Tangwald oder zwischen anderen Makroalgen. Sie ernähren sich von kleinen Weich- und Krebstieren, vor allem von Meerasseln. Das Gelege wird von den Eltern bewacht.

## Innere Systematik

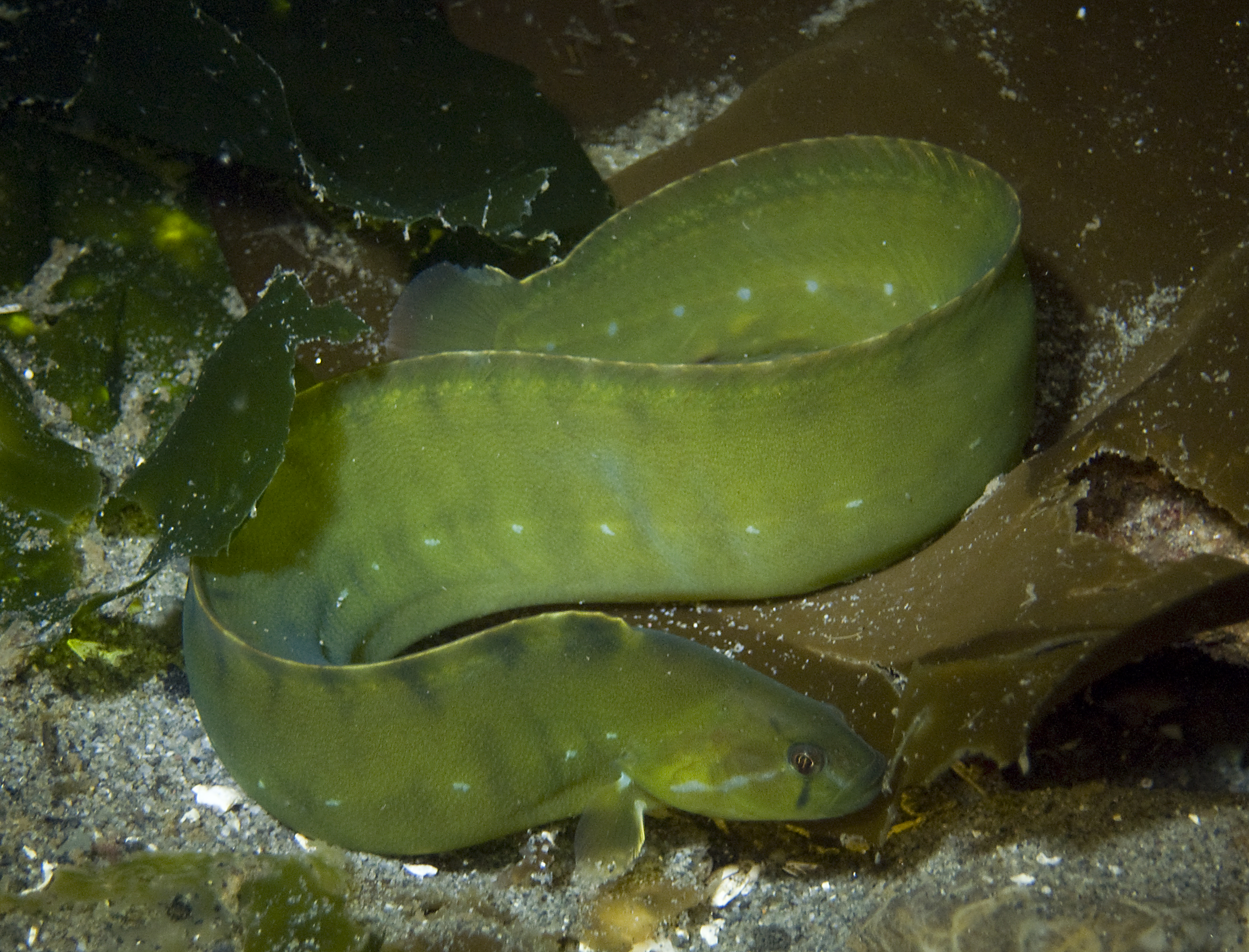
Gitter-Butterfisch (Apodichthys flavidus)

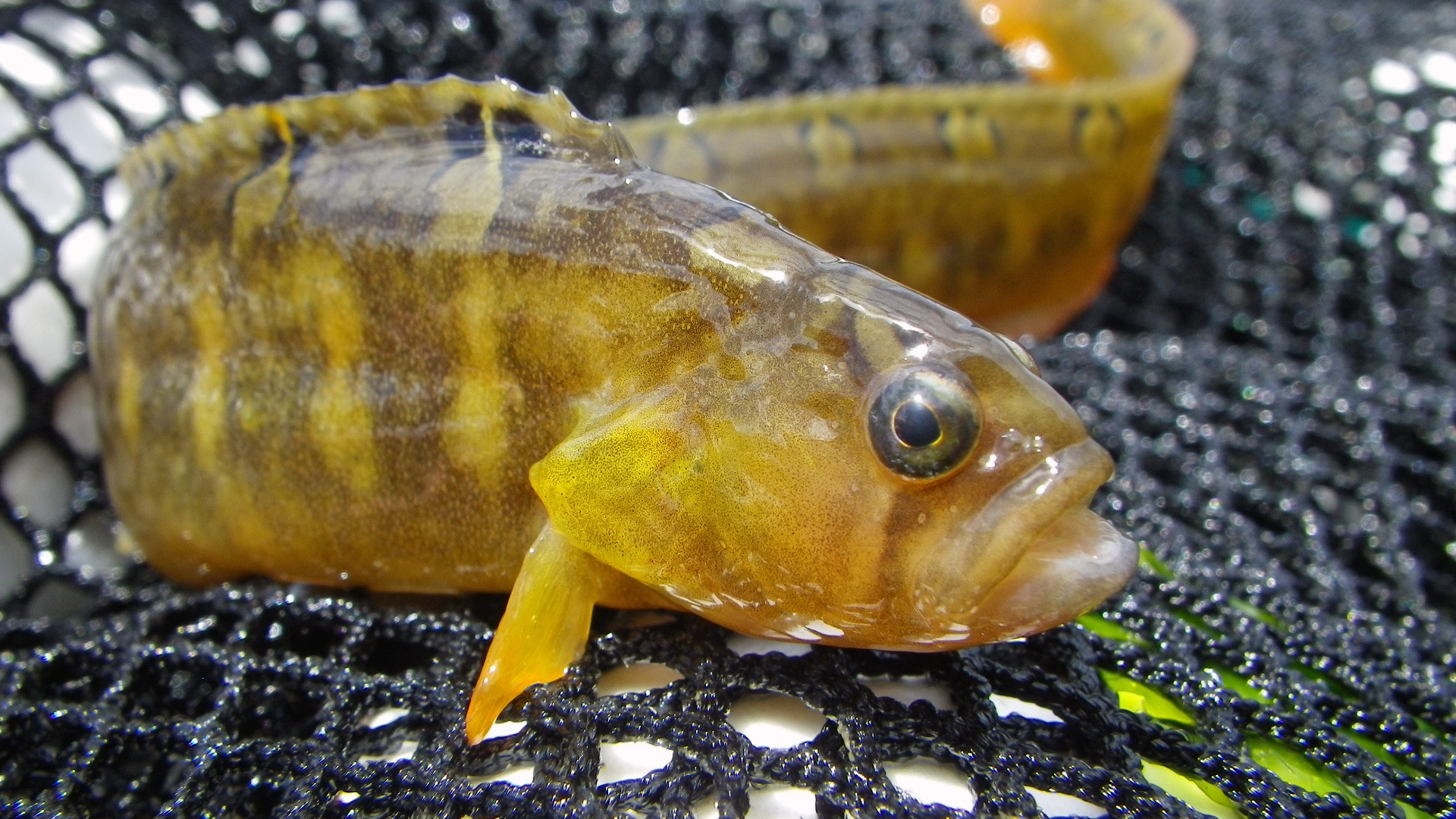
Halbmond-Butterfisch (Pholis laeta)

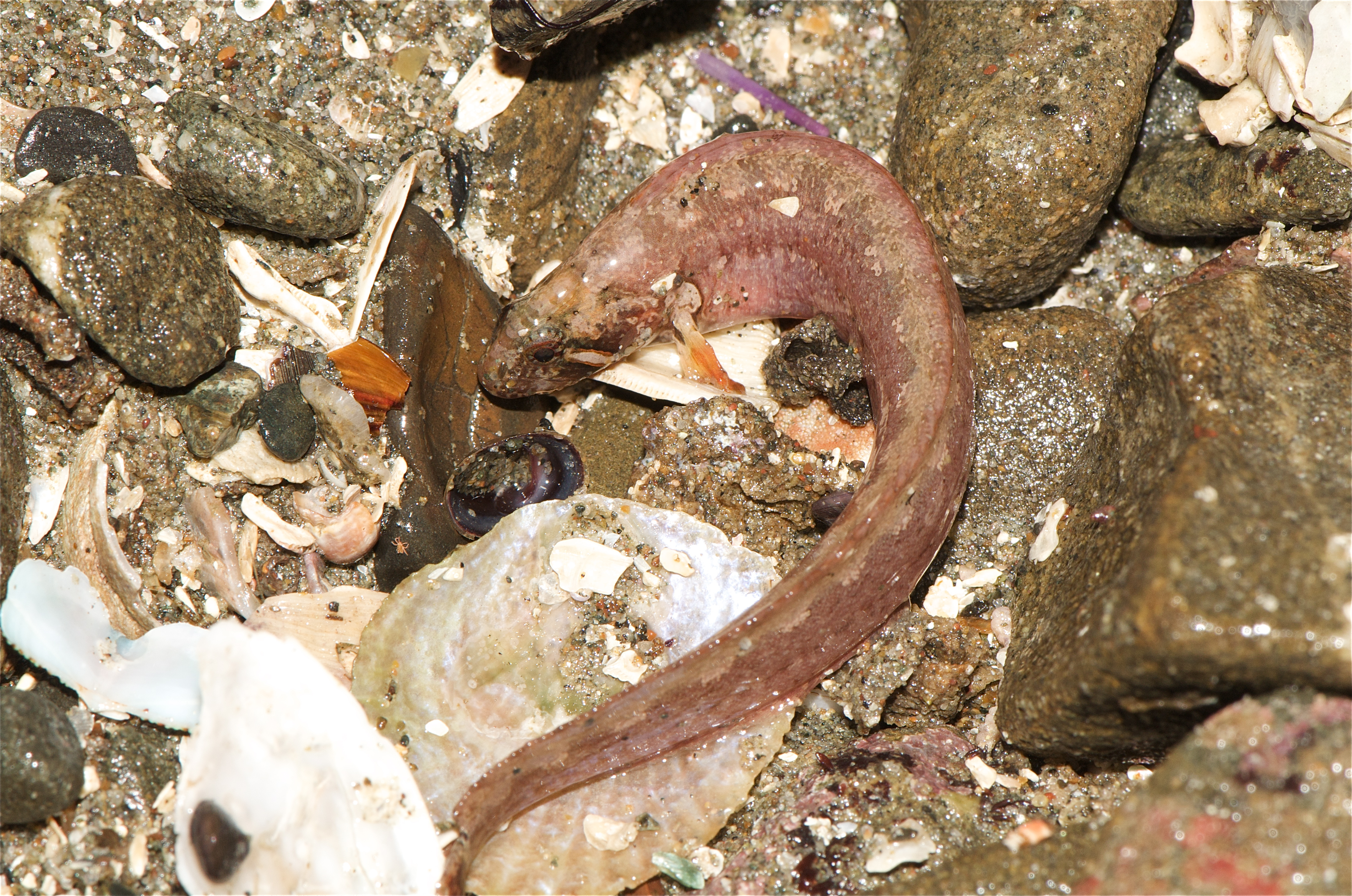
Schmuck-Butterfisch (Pholis ornata)

Es gibt fünfzehn Arten in vier Gattungen und zwei Unterfamilien:
- Unterfamilie Apodichthyinae, nur Nordpazifik, Körperfarbe einheitlich.
  - Gattung Apodichthys Girard, 1854
    - Gitter-Butterfisch (Apodichthys flavidus Girard, 1854)
    - Apodichthys fucorum Jordan & Gilbert, 1880

  - Gattung Ulvicola  Gilbert & Starks, 1897
    - Ulvicola sanctaerosae Gilbert & Starks, 1897
- Unterfamilie Pholinae, Nordpazifik und Nordatlantik, Körper mit Flecken oder Bändern gemustert.
  - Gattung Pholis Scopoli, 1777
    - Langflossen-Butterfisch (Pholis clemensi Rosenblatt, 1964)
    - Pholis crassispina (Temminck & Schlegel, 1845)
    - Pholis fangi (Wang & Wang, 1935)
    - Pholis fasciata (Bloch & Schneider, 1801)
    - Atlantischer Butterfisch (Pholis gunnellus (Linnaeus, 1758))
    - Halbmond-Butterfisch (Pholis laeta (Cope, 1873))
    - Pholis nea Peden & Hughes, 1984
    - Pholis nebulosa (Temminck & Schlegel, 1845)
    - Schmuck-Butterfisch (Pholis ornata (Girard, 1854))
    - Gestreifter Butterfisch (Pholis picta (Kner, 1868))
    - Pholis schultzi Schultz, 1931

  - Gattung Rhodymenichthys Jordan & Evermann, 1896
    - Rhodymenichthys dolichogaster (Pallas, 1814)

## Nutzung
Butterfische haben weißes, festes, grätenarmes Fleisch und sind vor allem in Amerika ein beliebter Speisefisch. Der europäische Butterfisch ist wegen seiner geringen Größe von 15–30 cm ohne wirtschaftliche Bedeutung. Die in Deutschland unter den Handelsnamen „Butterfisch“ oder „Buttermakrele“ häufig als Räucherfisch, aber auch als gefrorenes oder frisches Filet vermarkteten Speisefische sind andere, wesentlich größere und fettreiche Fischarten aus der Familie der Schlangenmakrelen (Gempylidae).